# Zygmund Zaleski
Zygmund Zaleski   (Minsk, 21 d'octubre de 1885 - Bucarest, 23 de març de 1945), conegut també com a Sigismondo o Sigismundo Zaleský, fou un baix-baríton polonès.
Va cantar molt a La Scala però no va deixar cap registre. La Temporada 1934-1935 va cantar al Gran Teatre del Liceu de Barcelona.